# Spinolia
Spinolia is een geslacht van vliesvleugelige insecten van de familie Goudwespen (Chrysididae).

## Soorten
- S. dallatorreana (Mocsáry, 1896)
- S. dournovii (Radoszkowski, 1866)
- S. hibera (Linsenmaier, 1987)
- S. lamprosoma (Förster, 1853)
- S. rogenhoferi (Mocsary, 1889)
- S. schmidti (Linsenmaier, 1987)
- S. unicolor (Dahlbom, 1831)